# New York, New York (cassino)
New York, New York  é um hotel e casino localizado na parte sul da famosa Las Vegas Strip estando entre os cassinos operados pela MGM Mirage. New York, New York é inspirado na cidade de Nova Iorque e inclui na sua fachada vários prédios que se assemelham ao céu da Grande Maçã. Em frente ao casino há uma piscina imitando o Porto de Nova Iorque e com uma réplica da Estátua da Liberdade.